# Etno rock

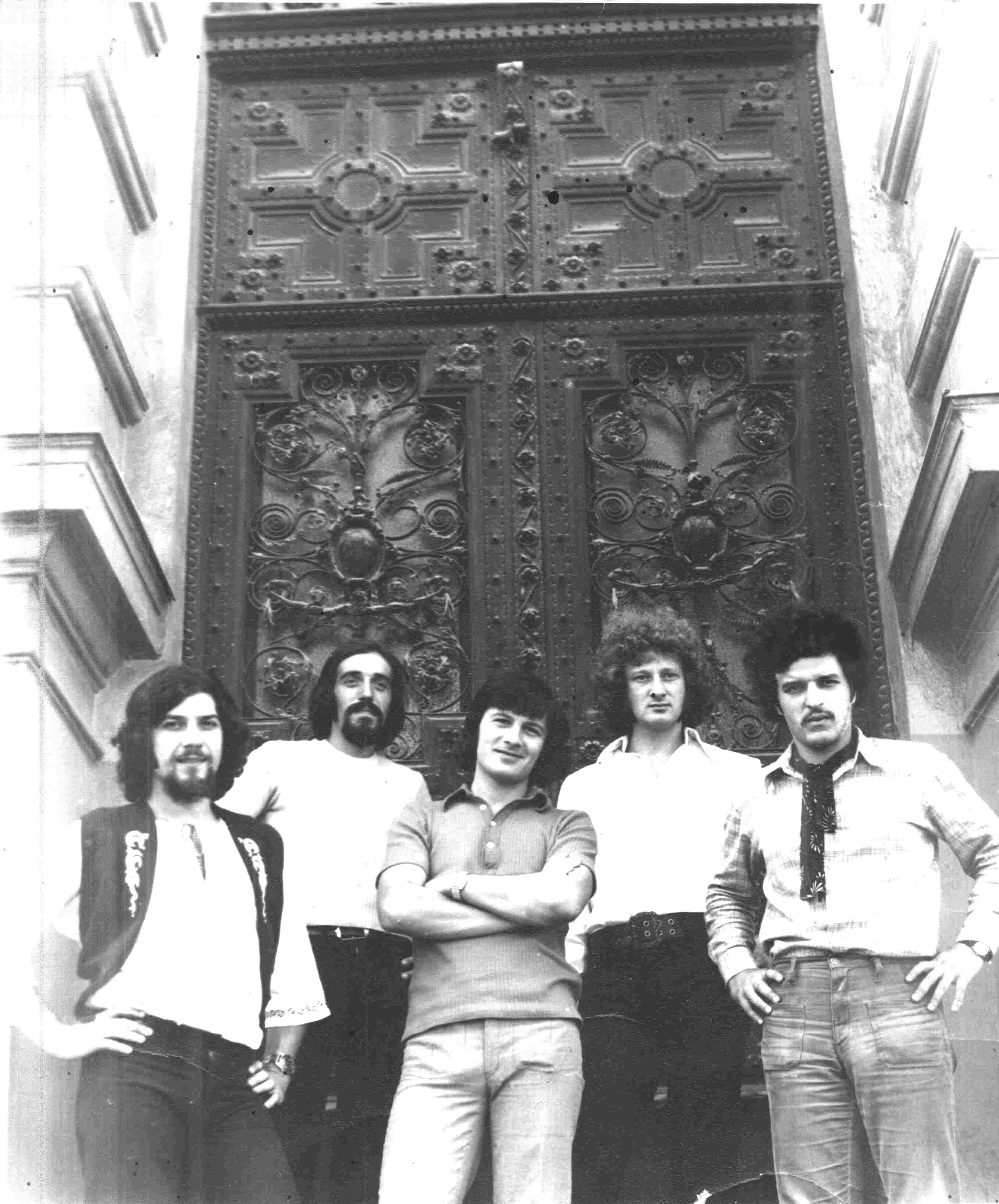
Formația Phoenix în perioada de glorie, pionieră a etno rock-ului

Etno rock este un subgen muzical de fuziune între muzica rock de origine occidentală (în special englezească și americană) și folclorul românesc și, prin extensie, cel balcanic. Pionieri ai acestui subgen au fost formațiile Phoenix din Timișoara și Olympic '64 din București (cu Dorin Liviu Zaharia). Sub influența primilor, alte grupuri rock românești, în special din zona Banatului, au început să introducă teme de inspirație folclorică în muzica lor. Exemple în acest sens sunt Celelalte Cuvinte, Cargo sau Pro Musica.